# Eroi de sacrificiu
The Expendables este un film de acțiune american din 2010, regizat de Sylvester Stallone după un scenariu de David Callaham și Sylvester Stallone. În rolurile principale sunt Sylvester Stallone, Jason Statham, Jet Li, Dolph Lundgren, Randy Couture, Terry Crews și Mickey Rourke. Lansarea filmului a avut loc pe 13 august 2010 în Statele Unite.
Filmul prezintă povestea unui grup de mercenari de elită însărcinat cu misiunea de a răsturna regimul unui dictator din America Latină, despre care ei află în scurt timp că este o simplă marionetă controlată de către fostul ofițer CIA, James Munroe. Acesta (filmul) aduce un omagiu blockbuster-erelor de acțiune de la sfârșitul anilor 1980 și începutul anilor 1990.
The Expendables a primit recenzii mixte, fiindu-i apreciate scenele de acțiune, dar fiind criticat pentru povestea sa neconvingătoare. Totuși, a fost un succes comercial, fiind pe poziția întâi la box office-ul din Statele Unite, Marea Britanie, China și India.
Acesta este primul film din seria de filme The Expendables, fiind urmat de sequelul The Expendables 2, care a fost lansat pe 17 august 2012.

## Distribuție

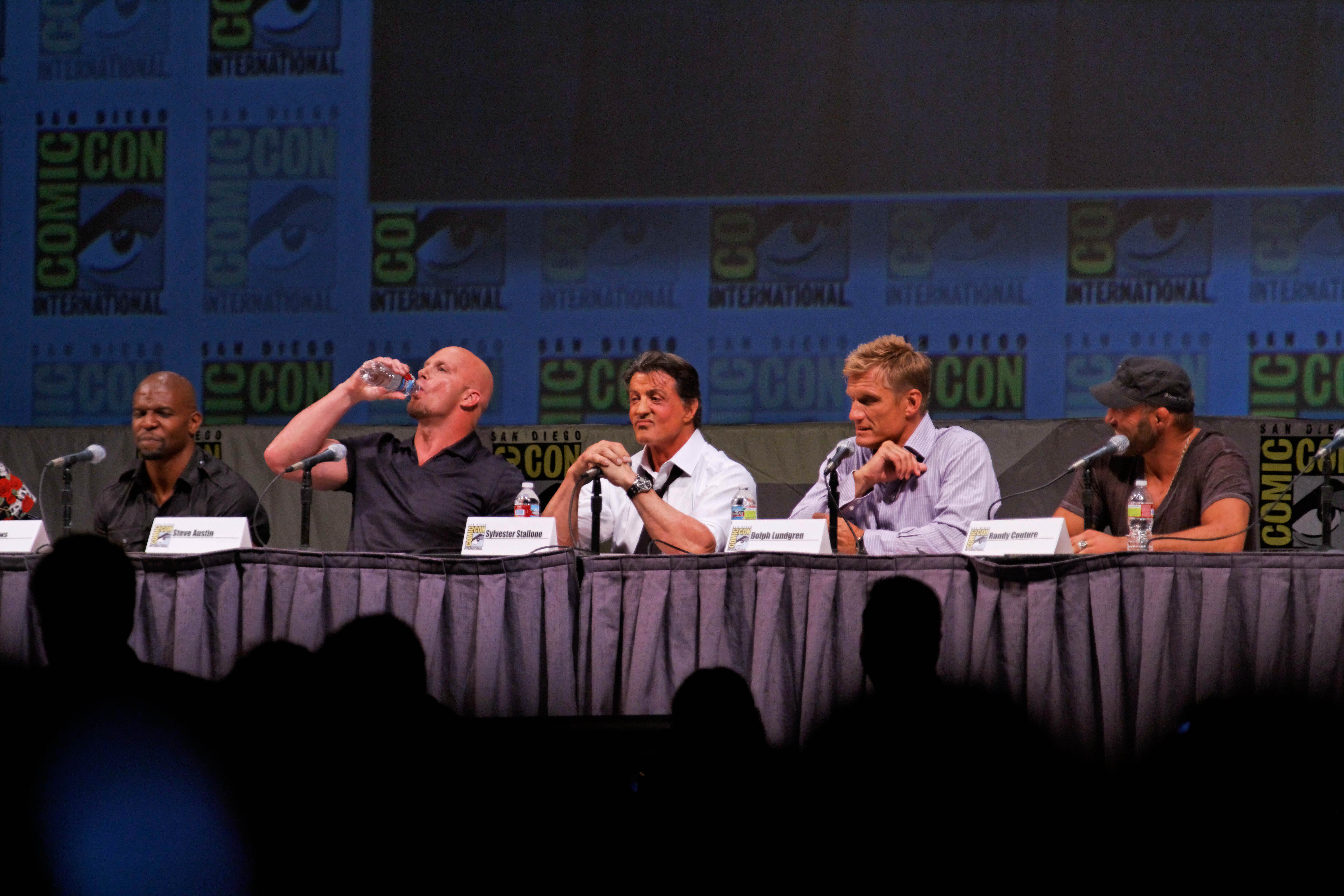
Crews, Austin, Stallone, Lundgren și Couture promovând The Expendables la 2010 San Diego Comic-Con International.

### The Expendables
- Sylvester Stallone în rolul lui Barney Ross
- Jason Statham în rolul lui Lee Christmas
- Jet Li în rolul lui Yin Yang
- Dolph Lundgren în rolul lui Gunner Jensen
- Randy Couture în rolul lui Toll Road
- Terry Crews în rolul lui Hale Caesar
- Mickey Rourke în rolul lui Tool

### Alții
- Eric Roberts în rolul lui James Munroe
- Steve Austin în rolul lui Dan Paine
- David Zayas în rolul lui General Garza
- Giselle Itié în rolul lui Sandra Garza
- Gary Daniels în rolul lui Lawrence "The Brit" Sparks
- Charisma Carpenter în rolul lui Lacy
- Amin Joseph în rolul lui Pirate Leader
- Senyo Amoaku în rolul lui Tall Pirate
- Lauren Jones în rolul lui Cheyenne

## Premii
| Premiu                | Categorie                            | Recipient                            | Rezultat     |
| --------------------- | ------------------------------------ | ------------------------------------ | ------------ |
| Premiul Zmeura de Aur | Worst Director                       | Sylvester Stallone                   | Nominalizare |
| Premiul Saturn        | Cel mai bun film de acțiune/aventură | Cel mai bun film de acțiune/aventură | Nominalizare |

## Muzică
Toate melodiile sunt compuse de Brian Tyler.
| The Expendables: Original Motion Picture Soundtrack |                        |         |  |
| Nr.                                                 | Titlu                  | Lungime |  |
| 1.                                                  | „The Expendables”      | 3:22    |  |
| 2.                                                  | „Aerial”               | 2:58    |  |
| 3.                                                  | „Ravens and Skulls”    | 4:49    |  |
| 4.                                                  | „Lee and Lacy”         | 2:15    |  |
| 5.                                                  | „Massive”              | 3:24    |  |
| 6.                                                  | „The Gulf of Aden”     | 6:56    |  |
| 7.                                                  | „Lifeline”             | 4:29    |  |
| 8.                                                  | „Confession”           | 2:56    |  |
| 9.                                                  | „Royal Rumble”         | 3:41    |  |
| 10.                                                 | „Scanning the Enemy”   | 3:47    |  |
| 11.                                                 | „The Contact”          | 1:31    |  |
| 12.                                                 | „Surveillance”         | 3:27    |  |
| 13.                                                 | „Warriors”             | 3:49    |  |
| 14.                                                 | „Trinity”              | 4:19    |  |
| 15.                                                 | „Waterboard”           | 3:01    |  |
| 16.                                                 | „Losing His Mind”      | 2:37    |  |
| 17.                                                 | „Take Your Money”      | 2:41    |  |
| 18.                                                 | „Giant with a Shotgun” | 3:57    |  |
| 19.                                                 | „Time to Leave”        | 1:55    |  |
| 20.                                                 | „Mayhem and Finale”    | 5:47    |  |

## Sequel
The Expendables 2 a fost lansat pe 17 august 2012, fiind cel de-al doilea film din franciza The Expendables.